# Blacus dracomontanus
Blacus dracomontanus är en stekelart som beskrevs av Haeselbarth 1974. Blacus dracomontanus ingår i släktet Blacus och familjen bracksteklar. Inga underarter finns listade.